# Accrington Stanley Football Club
L'Accrington Stanley Football Club, meglio noto come Accrington Stanley, è una società calcistica inglese con sede nella città di Accrington. Dopo essersi piazzato al 17º posto in classifica, nella stagione 2024-2025 militerà nella League Two, quarta serie del campionato inglese di calcio.
Il club fu fondato nel 1968 ad Accrington nella contea di Lancashire nel nord-ovest dell'Inghilterra. Il 15 aprile 2006 ottenne la promozione in un campionato professionistico dalla Conference National, dopo aver trascorso 44 anni nel calcio dilettantistico.

## Storia
Accrington, a seguito del crollo della società originale rimase senza nessuna società calcistica. La società originale militò dal 1921 al 1962 nella Football League. Venne liquidata nel 1966 trascorrendo gli ultimi anni nella Lancashire Combination. Da una riunione tenuta nell'ottobre 1968 ebbe inizio la rinascita e nell'agosto 1970 la nuova società gioco nel nuovo stadio, il Crown Ground. Dalla sua fondazione il club cercò rapidamente di scalare la piramide "not-league" formata da tutti i campionati dilettantistici. Eric Whalley, un uomo d'affari locale, prese il controllo della società nel 1995. Dopo la retrocessione del 1999, Whalley nominò John Coleman come allenatore. Nella stagione 2005-2006 il club ottenne la promozione in League Two forte della vittoria ottenuta nella Conference National.
Il 21 agosto 2006 l’Accrington Stanley vinse la sua prima partita in Coppa di Lega vincendo 1-0 contro il Nottingham Forest. Nel 2006-2007 il club concluse in 20ª posizione il campionato, migliorando la stagione successiva giungendo 17º. L’Accrington Stanley trionfa nella stagione 2017-2018 di League Two, tornando in League One per la stagione 2018-2019. Nella stagione 2022-2023 il club raggiunge la semifinale del Football League Trophy.

## Rosa 2024-2025
Rosa aggiornata al 9 dicembre 2024.
| N. |                             | Ruolo | Calciatore         |
| -- | --------------------------- | ----- | ------------------ |
| 1  | Irlanda (bandiera)          | P     | Michael Kelly      |
| 2  | Scozia (bandiera)           | D     | Donald Love        |
| 3  | Australia (bandiera)        | D     | Jay Rich-Baghuelou |
| 4  | Scozia (bandiera)           | C     | Zach Awe           |
| 5  | Inghilterra (bandiera)      | D     | Farrend Rawson     |
| 6  | Irlanda del Nord (bandiera) | C     | Liam Coyle         |
| 7  | Inghilterra (bandiera)      | C     | Shaun Whalley      |
| 8  | Inghilterra (bandiera)      | C     | Ben Woods          |
| 9  | Inghilterra (bandiera)      | A     | Kelsey Mooney      |
| 10 | Inghilterra (bandiera)      | C     | Alex Henderson     |
| 11 | Inghilterra (bandiera)      | A     | Jimmy Knowles      |
| 12 | Inghilterra (bandiera)      | C     | Sebastian Quirk    |
| 13 | Inghilterra (bandiera)      | P     | Billy Crellin      |
| 14 | Inghilterra (bandiera)      | D     | Nelson Khumbeni    |
| 16 | Inghilterra (bandiera)      | D     | Jake Batty         |

| N. |                             | Ruolo | Calciatore      |
| -- | --------------------------- | ----- | --------------- |
| 17 | Inghilterra (bandiera)      | C     | Dara Costelloe  |
| 19 | Inghilterra (bandiera)      | A     | Anjola Popoola  |
| 22 | Inghilterra (bandiera)      | C     | Dan Martin      |
| 23 | Inghilterra (bandiera)      | C     | Tyler Walton    |
| 24 | Inghilterra (bandiera)      | D     | Sonny Aljofree  |
| 25 | Inghilterra (bandiera)      | D     | Josh Smith      |
| 27 | Irlanda del Nord (bandiera) | C     | Lewis Trickett  |
| 28 | Irlanda (bandiera)          | C     | Seamus Conneely |
| 30 | Inghilterra (bandiera)      | P     | Liam Isherwood  |
| 38 | Irlanda (bandiera)          | D     | Connor O'Brien  |
| 39 | Inghilterra (bandiera)      | A     | Josh Woods      |
| 45 | Inghilterra (bandiera)      | C     | Ashley Hunter   |
|    | Inghilterra (bandiera)      | D     | Aaron Pickles   |
|    | Inghilterra (bandiera)      | C     | Charlie Hall    |

## Rosa 2023-2024
Rosa aggiornata al 16 dicembre 2023.
| N. |                             | Ruolo | Calciatore         |
| -- | --------------------------- | ----- | ------------------ |
| 1  | Inghilterra (bandiera)      | P     | Toby Savin         |
| 2  | Inghilterra (bandiera)      | D     | Lewis Shipley      |
| 3  | Australia (bandiera)        | D     | Jay Rich-Baghuelou |
| 4  | Scozia (bandiera)           | C     | Kelvin Mellor      |
| 5  | Inghilterra (bandiera)      | D     | Brad Hills         |
| 6  | Irlanda del Nord (bandiera) | C     | Liam Coyle         |
| 7  | Inghilterra (bandiera)      | C     | Shaun Whalley      |
| 8  | Inghilterra (bandiera)      | C     | Ben Woods          |
| 9  | Inghilterra (bandiera)      | A     | Matt Lowe          |
| 10 | Inghilterra (bandiera)      | A     | Joe Pritchard      |
| 11 | Inghilterra (bandiera)      | C     | Sean McConville    |
| 12 | Inghilterra (bandiera)      | C     | Sebastian Quirk    |
| 13 | Inghilterra (bandiera)      | P     | Liam Isherwood     |
| 14 | Inghilterra (bandiera)      | D     | Rosaire Longelo    |
| 15 | Portogallo (bandiera)       | D     | Baba Fernandes     |
| 16 | Inghilterra (bandiera)      | D     | Joe Gubbins        |

| N. |                        | Ruolo | Calciatore      |
| -- | ---------------------- | ----- | --------------- |
| 17 | Inghilterra (bandiera) | C     | Jack Nolan      |
| 18 | Inghilterra (bandiera) | C     | Tommy Leigh     |
| 19 | Inghilterra (bandiera) | A     | Josh Andrews    |
| 20 | Inghilterra (bandiera) | C     | Oliver Patrick  |
| 21 | Rep. Ceca (bandiera)   | P     | Radek Vítek     |
| 21 | Inghilterra (bandiera) | P     | Joe Walsh       |
| 22 | Inghilterra (bandiera) | C     | Dan Martin      |
| 23 | Inghilterra (bandiera) | D     | Bailey Sloane   |
| 24 | Francia (bandiera)     | C     | Emerich Poilly  |
| 25 | Inghilterra (bandiera) | D     | Aaron Pickles   |
| 26 | Inghilterra (bandiera) | A     | Leslie Adekoya  |
| 28 | Irlanda (bandiera)     | C     | Seamus Conneely |
| 38 | Inghilterra (bandiera) | D     | Connor O'Brien  |
| 39 | Inghilterra (bandiera) | A     | Josh Woods      |
| 55 | Nigeria (bandiera)     | C     | Korede Adedoyin |
| 61 | Inghilterra (bandiera) | P     | Jack McIntyre   |

## Rosa 2022-2023
Rosa aggiornata al 11 settembre 2022.
| N. |                                | Ruolo | Calciatore         |
| -- | ------------------------------ | ----- | ------------------ |
| 1  | Danimarca (bandiera)           | P     | Lukas Jensen       |
| 2  | Galles (bandiera)              | D     | Mitchell Clark     |
| 3  | Australia (bandiera)           | D     | Jay Rich-Baghuelou |
| 4  | Scozia (bandiera)              | C     | Ethan Hamilton     |
| 5  | Galles (bandiera)              | D     | Ryan Astley        |
| 6  | Irlanda del Nord (bandiera)    | C     | Liam Coyle         |
| 7  | Inghilterra (bandiera)         | C     | Shaun Whalley      |
| 8  | Inghilterra (bandiera)         | C     | Tommy Leigh        |
| 9  | Inghilterra (bandiera)         | A     | Matt Lowe          |
| 10 | Inghilterra (bandiera)         | A     | Joe Pritchard      |
| 11 | Inghilterra (bandiera)         | C     | Sean McConville    |
| 12 | Saint Kitts e Nevis (bandiera) | D     | Michael Nottingham |
| 14 | Inghilterra (bandiera)         | D     | Rosaire Longelo    |
| 15 | Liberia (bandiera)             | C     | Mo Sangare         |
| 16 | Inghilterra (bandiera)         | D     | Harvey Rodgers     |

| N. |                             | Ruolo | Calciatore          |
| -- | --------------------------- | ----- | ------------------- |
| 17 | Inghilterra (bandiera)      | C     | Jack Nolan          |
| 19 | Nigeria (bandiera)          | C     | Korede Adedoyin     |
| 21 | Inghilterra (bandiera)      | D     | Harry Perritt       |
| 24 | Inghilterra (bandiera)      | A     | Joe Hardy           |
| 25 | Inghilterra (bandiera)      | D     | Archie Procter      |
| 27 | Spagna (bandiera)           | A     | Alhagi Touray Sisay |
| 28 | Irlanda (bandiera)          | C     | Seamus Conneely     |
| 30 | Inghilterra (bandiera)      | P     | Liam Isherwood      |
| 31 | Spagna (bandiera)           | A     | Enock Lusiama       |
| 34 | Inghilterra (bandiera)      | D     | Doug Tharme         |
| 35 | Inghilterra (bandiera)      | D     | Bailey Sloane       |
| 37 | Irlanda del Nord (bandiera) | C     | David Morgan        |
| 40 | Inghilterra (bandiera)      | P     | Toby Savin          |
| 50 | Portogallo (bandiera)       | D     | Baba Fernandes      |

## Rosa 2021-2022
Rosa aggiornata al 22 dicembre 2021.
| N. |                                | Ruolo | Calciatore         |
| -- | ------------------------------ | ----- | ------------------ |
| 1  | Inghilterra (bandiera)         | P     | James Trafford     |
| 2  | Inghilterra (bandiera)         | D     | Harvey Rodgers     |
| 4  | Scozia (bandiera)              | C     | Ethan Hamilton     |
| 5  | Inghilterra (bandiera)         | D     | Ross Sykes         |
| 6  | Inghilterra (bandiera)         | C     | Matt Butcher       |
| 7  | Irlanda (bandiera)             | C     | John O'Sullivan    |
| 8  | Inghilterra (bandiera)         | C     | Harry Pell         |
| 9  | Inghilterra (bandiera)         | A     | Colby Bishop       |
| 10 | Inghilterra (bandiera)         | A     | Joe Pritchard      |
| 11 | Inghilterra (bandiera)         | C     | Sean McConville    |
| 12 | Saint Kitts e Nevis (bandiera) | D     | Michael Nottingham |
| 14 | Svezia (bandiera)              | A     | Joel Mumbongo      |
| 15 | Inghilterra (bandiera)         | D     | Archie Procter     |

| N. |                             | Ruolo | Calciatore      |
| -- | --------------------------- | ----- | --------------- |
| 18 | Inghilterra (bandiera)      | C     | Tommy Leigh     |
| 19 | Inghilterra (bandiera)      | A     | Joe Hardy       |
| 24 | Germania (bandiera)         | D     | Stephen Sama    |
| 28 | Irlanda (bandiera)          | C     | Seamus Conneely |
| 30 | Inghilterra (bandiera)      | P     | Liam Isherwood  |
| 32 | Irlanda del Nord (bandiera) | A     | Dion Charles    |
| 35 | Inghilterra (bandiera)      | C     | Jack Nolan      |
| 36 | Galles (bandiera)           | D     | Mitchell Clark  |
| 37 | Irlanda del Nord (bandiera) | C     | David Morgan    |
| 40 | Inghilterra (bandiera)      | P     | Toby Savin      |
| 41 | Inghilterra (bandiera)      | A     | Jovan Malcolm   |
|    | Ghana (bandiera)            | D     | Yeboah Amankwah |
|    | Inghilterra (bandiera)      | D     | Sam Sherring    |

## Rosa 2020-2021
Rosa aggiornata al 26 febbraio 2021.
| N. |                                | Ruolo | Calciatore         |
| -- | ------------------------------ | ----- | ------------------ |
| 1  | Inghilterra (bandiera)         | P     | Nathan Baxter      |
| 2  | Saint Kitts e Nevis (bandiera) | D     | Michael Nottingham |
| 3  | Inghilterra (bandiera)         | D     | Mark Hughes        |
| 4  | Australia (bandiera)           | D     | Cameron Burgess    |
| 5  | Inghilterra (bandiera)         | D     | Ross Sykes         |
| 6  | Inghilterra (bandiera)         | C     | Matt Butcher       |
| 7  | Irlanda del Nord (bandiera)    | A     | Paul Smyth         |
| 8  | Inghilterra (bandiera)         | C     | Jon Russell        |
| 9  | Irlanda (bandiera)             | C     | Ryan Cassidy       |
| 10 | Inghilterra (bandiera)         | A     | Joe Pritchard      |
| 11 | Inghilterra (bandiera)         | C     | Sean McConville    |
| 12 | Inghilterra (bandiera)         | D     | Joe Maguire        |
| 14 | Inghilterra (bandiera)         | C     | Tariq Uwakwe       |
| 15 | Stati Uniti (bandiera)         | C     | Mo Sangare         |
| 16 | Inghilterra (bandiera)         | D     | Ben Barclay        |
| 17 | Guinea (bandiera)              | C     | Lamine Sherif      |

| N. |                             | Ruolo | Calciatore      |
| -- | --------------------------- | ----- | --------------- |
| 18 | Inghilterra (bandiera)      | D     | Harvey Rodgers  |
| 19 | Inghilterra (bandiera)      | A     | Colby Bishop    |
| 20 | Inghilterra (bandiera)      | C     | Tom Scully      |
| 21 | Inghilterra (bandiera)      | D     | Harry Perritt   |
| 23 | Inghilterra (bandiera)      | D     | Jack Bolton     |
| 24 | Germania (bandiera)         | D     | Stephen Sama    |
| 25 | Inghilterra (bandiera)      | C     | Rhys Fenlon     |
| 28 | Irlanda (bandiera)          | C     | Seamus Conneely |
| 32 | Irlanda del Nord (bandiera) | A     | Dion Charles    |
| 33 | Inghilterra (bandiera)      | D     | Zehn Mohammed   |
| 35 | Inghilterra (bandiera)      | C     | Gary Roberts    |
| 36 | Inghilterra (bandiera)      | C     | Adam Phillips   |
| 37 | Irlanda del Nord (bandiera) | C     | David Morgan    |
| 40 | Inghilterra (bandiera)      | P     | Toby Savin      |
|    | Inghilterra (bandiera)      | C     | Lewis Mansell   |
|    | Australia (bandiera)        | D     | Reagan Ogle     |

## Rosa 2019-2020
Rosa aggiornata al 30 agosto 2019.
| N. |                           | Ruolo | Calciatore       |
| -- | ------------------------- | ----- | ---------------- |
| 1  | Bulgaria (bandiera)       | P     | Dimităr Evtimov  |
| 2  | Inghilterra (bandiera)    | D     | Callum Johnson   |
| 3  | Inghilterra (bandiera)    | D     | Mark Hughes      |
| 4  | Inghilterra (bandiera)    | D     | Phil Edwards     |
| 5  | Inghilterra (bandiera)    | D     | Ross Sykes       |
| 6  | Guinea (bandiera)         | C     | Lamine Sherif    |
| 7  | Inghilterra (bandiera)    | C     | Jordan Clark     |
| 8  | Inghilterra (bandiera)    | C     | Scott Brown      |
| 9  | Rep. del Congo (bandiera) | A     | Offrande Zanzala |
| 10 | Inghilterra (bandiera)    | A     | Joe Pritchard    |
| 11 | Inghilterra (bandiera)    | C     | Sean McConville  |
| 12 | Inghilterra (bandiera)    | D     | Joe Maguire      |

| N. |                              | Ruolo | Calciatore          |
| -- | ---------------------------- | ----- | ------------------- |
| 14 | Antigua e Barbuda (bandiera) | D     | Zaine Francis-Angol |
| 15 | Inghilterra (bandiera)       | D     | Okera Simmonds      |
| 16 | Inghilterra (bandiera)       | D     | Ben Barclay         |
| 17 | Portogallo (bandiera)        | A     | Érico Sousa         |
| 18 | Inghilterra (bandiera)       | D     | Harvey Rodgers      |
| 19 | Inghilterra (bandiera)       | A     | Colby Bishop        |
| 20 | Irlanda del Nord (bandiera)  | C     | Andrew Scott        |
| 28 | Irlanda (bandiera)           | C     | Seamus Conneely     |
| 29 | Irlanda del Nord (bandiera)  | A     | Billy Kee           |
| 30 | Inghilterra (bandiera)       | P     | Josef Bursik        |
| 38 | Inghilterra (bandiera)       | P     | Toby Savin          |

## Rosa 2018-2019
Rosa aggiornata al 21 maggio 2019.
| N. |                             | Ruolo | Calciatore           |
| -- | --------------------------- | ----- | -------------------- |
| 1  | Inghilterra (bandiera)      | P     | Jonny Maxted         |
| 2  | Inghilterra (bandiera)      | D     | Callum Johnson       |
| 3  | Inghilterra (bandiera)      | D     | Mark Hughes          |
| 4  | Nigeria (bandiera)          | D     | Michael Ihiekwe      |
| 5  | Inghilterra (bandiera)      | D     | Ben Richards-Everton |
| 6  | Irlanda del Nord (bandiera) | C     | Liam Nolan           |
| 7  | Inghilterra (bandiera)      | C     | Jordan Clark         |
| 8  | Inghilterra (bandiera)      | C     | Scott Brown          |
| 9  | Rep. del Congo (bandiera)   | A     | Offrande Zanzala     |
| 10 | Inghilterra (bandiera)      | A     | Connor Hall          |
| 11 | Inghilterra (bandiera)      | C     | Sean McConville      |
| 12 | Inghilterra (bandiera)      | C     | Danny Williams       |
| 14 | Inghilterra (bandiera)      | C     | Mekhi Leacock-Mcleod |

| N. |                             | Ruolo | Calciatore      |
| -- | --------------------------- | ----- | --------------- |
| 15 | Inghilterra (bandiera)      | D     | Ross Sykes      |
| 16 | Inghilterra (bandiera)      | P     | Will Wood       |
| 17 | Portogallo (bandiera)       | A     | Érico Sousa     |
| 18 | Inghilterra (bandiera)      | A     | Akeel Francis   |
| 19 | Inghilterra (bandiera)      | D     | Charlie Rowan   |
| 20 | Australia (bandiera)        | D     | Reagan Ogle     |
| 21 | Inghilterra (bandiera)      | D     | Zehn Mohammed   |
| 26 | Turchia (bandiera)          | D     | Dan Barlaser    |
| 28 | Irlanda (bandiera)          | C     | Seamus Conneely |
| 29 | Irlanda del Nord (bandiera) | A     | Billy Kee       |
| 32 | Inghilterra (bandiera)      | D     | Harvey Rodgers  |
| 38 | Irlanda del Nord (bandiera) | A     | Paul Smyth      |

## Rosa 2017-2018
Rosa aggiornata al 2 febbraio 2018.
| N. |                             | Ruolo | Calciatore           |
| -- | --------------------------- | ----- | -------------------- |
| 1  | Inghilterra (bandiera)      | P     | Aaron Chapman        |
| 2  | Irlanda (bandiera)          | D     | James Dunne          |
| 3  | Inghilterra (bandiera)      | D     | Mark Hughes          |
| 4  | Saint Lucia (bandiera)      | D     | Janoi Donacien       |
| 5  | Inghilterra (bandiera)      | D     | Ben Richards-Everton |
| 6  | Irlanda del Nord (bandiera) | C     | Liam Nolan           |
| 7  | Inghilterra (bandiera)      | C     | Jordan Clark         |
| 8  | Inghilterra (bandiera)      | C     | Scott Brown          |
| 9  | RD del Congo (bandiera)     | A     | Offrande Zanzala     |
| 10 | Inghilterra (bandiera)      | A     | Kayden Jackson       |
| 11 | Inghilterra (bandiera)      | C     | Sean McConville      |
| 12 | Inghilterra (bandiera)      | C     | Danny Williams       |

| N. |                             | Ruolo | Calciatore           |
| -- | --------------------------- | ----- | -------------------- |
| 14 | Inghilterra (bandiera)      | C     | Mekhi Leacock-Mcleod |
| 15 | Inghilterra (bandiera)      | D     | Ross Sykes           |
| 16 | Inghilterra (bandiera)      | P     | Jonny Maxted         |
| 17 | Portogallo (bandiera)       | A     | Érico Sousa          |
| 18 | Inghilterra (bandiera)      | A     | Akeel Francis        |
| 19 | Inghilterra (bandiera)      | D     | Charlie Rowan        |
| 20 | Australia (bandiera)        | D     | Reagan Ogle          |
| 21 | Inghilterra (bandiera)      | D     | Zehn Mohammed        |
| 26 | Inghilterra (bandiera)      | D     | Callum Johnson       |
| 28 | Irlanda (bandiera)          | C     | Seamus Conneely      |
| 29 | Irlanda del Nord (bandiera) | A     | Billy Kee            |
| 32 | Inghilterra (bandiera)      | D     | Harvey Rodgers       |

## Rosa 2016-2017
Rosa aggiornata al 2 settembre 2016.
| N. |                        | Ruolo | Calciatore           |
| -- | ---------------------- | ----- | -------------------- |
| 1  | Inghilterra (bandiera) | P     | Elliot Parish        |
| 2  | Inghilterra (bandiera) | D     | Matty Pearson        |
| 3  | Inghilterra (bandiera) | D     | Mark Hughes          |
| 4  | Galles (bandiera)      | C     | Arron Davies         |
| 5  | Inghilterra (bandiera) | D     | Omar Beckles         |
| 6  | Inghilterra (bandiera) | C     | Zak Vyner            |
| 7  | Inghilterra (bandiera) | C     | Jordan Clark         |
| 8  | Inghilterra (bandiera) | C     | Scott Brown          |
| 9  | Inghilterra (bandiera) | A     | Terry Gornell        |
| 10 | Inghilterra (bandiera) | A     | Terry Gornell        |
| 11 | Inghilterra (bandiera) | C     | Sean McConville      |
| 12 | Inghilterra (bandiera) | D     | Liam Wakefield       |
| 14 | Inghilterra (bandiera) | C     | Matt Crooks          |
| 15 | Inghilterra (bandiera) | D     | Gary Taylor-Fletcher |
| 16 | Inghilterra (bandiera) | D     | Keenan Quansah       |

| N. |                             | Ruolo | Calciatore       |
| -- | --------------------------- | ----- | ---------------- |
| 17 | Irlanda del Nord (bandiera) | A     | Shay McCartan    |
| 18 | Inghilterra (bandiera)      | C     | Steven Hewitt    |
| 19 | Inghilterra (bandiera)      | A     | Marcus Carver    |
| 20 | Inghilterra (bandiera)      | A     | Max Hazeldine    |
| 22 | Inghilterra (bandiera)      | D     | Adam Buxton      |
| 23 | Inghilterra (bandiera)      | C     | Kealan Steenson  |
| 24 | Inghilterra (bandiera)      | A     | Max Hazeldine    |
| 25 | Inghilterra (bandiera)      | D     | Liam Goulding    |
| 26 | Benin (bandiera)            | C     | Romuald Boco     |
| 28 | Irlanda (bandiera)          | C     | Seamus Conneely  |
| 29 | Irlanda del Nord (bandiera) | A     | Billy Kee        |
| 30 | Inghilterra (bandiera)      | C     | Tarique Fosu     |
| 33 | Irlanda del Nord (bandiera) | P     | Jason Mooney     |
| 34 | Inghilterra (bandiera)      | D     | Bradley Halliday |
| 39 | Inghilterra (bandiera)      | A     | Brayden Shaw     |

## Rosa 2015-2016
Rosa aggiornata al 2 febbraio 2016.
| N. |                             | Ruolo | Calciatore      |
| -- | --------------------------- | ----- | --------------- |
| 1  | Inghilterra (bandiera)      | P     | Ross Etheridge  |
| 2  | Inghilterra (bandiera)      | D     | Matty Pearson   |
| 3  | Inghilterra (bandiera)      | D     | Dean Winnard    |
| 4  | Inghilterra (bandiera)      | C     | Anthony Barry   |
| 5  | Inghilterra (bandiera)      | D     | Tom Davies      |
| 6  | Inghilterra (bandiera)      | C     | Andy Proctor    |
| 7  | Inghilterra (bandiera)      | C     | Piero Mingoia   |
| 8  | Inghilterra (bandiera)      | C     | Josh Windass    |
| 9  | Irlanda del Nord (bandiera) | A     | Andy Little     |
| 10 | Inghilterra (bandiera)      | A     | Terry Gornell   |
| 11 | Inghilterra (bandiera)      | C     | Sean McConville |
| 12 | Inghilterra (bandiera)      | D     | Liam Wakefield  |
| 14 | Inghilterra (bandiera)      | C     | Matt Crooks     |
| 15 | Galles (bandiera)           | D     | Joe Wright      |
| 16 | Inghilterra (bandiera)      | D     | Keenan Quansah  |

| N. |                             | Ruolo | Calciatore       |
| -- | --------------------------- | ----- | ---------------- |
| 17 | Irlanda del Nord (bandiera) | A     | Shay McCartan    |
| 18 | Inghilterra (bandiera)      | A     | Scott Brown      |
| 19 | Inghilterra (bandiera)      | A     | Marcus Carver    |
| 20 | Inghilterra (bandiera)      | A     | Max Hazeldine    |
| 22 | Inghilterra (bandiera)      | D     | Adam Buxton      |
| 23 | Inghilterra (bandiera)      | C     | Kealan Steenson  |
| 24 | Inghilterra (bandiera)      | D     | Mark Hughes      |
| 25 | Inghilterra (bandiera)      | D     | Liam Goulding    |
| 26 | Benin (bandiera)            | C     | Romuald Boco     |
| 28 | Irlanda (bandiera)          | C     | Seamus Conneely  |
| 29 | Irlanda del Nord (bandiera) | A     | Billy Kee        |
| 30 | Inghilterra (bandiera)      | C     | Tarique Fosu     |
| 33 | Irlanda del Nord (bandiera) | P     | Jason Mooney     |
| 34 | Inghilterra (bandiera)      | D     | Bradley Halliday |
| 39 | Inghilterra (bandiera)      | A     | Brayden Shaw     |

## Rosa 2014-2015
Rosa aggiornata al 2 settembre 2014.
| N. |                             | Ruolo | Calciatore     |
| -- | --------------------------- | ----- | -------------- |
| 2  | Inghilterra (bandiera)      | D     | Adam Buxton    |
| 3  | Irlanda (bandiera)          | D     | Michael Liddle |
| 4  | Inghilterra (bandiera)      | C     | Luke Joyce     |
| 5  | Scozia (bandiera)           | D     | Tom Aldred     |
| 6  | Inghilterra (bandiera)      | D     | Dean Winnard   |
| 7  | Irlanda del Nord (bandiera) | A     | Shay McCartan  |
| 8  | Inghilterra (bandiera)      | C     | Josh Windass   |
| 9  | Inghilterra (bandiera)      | A     | James Gray     |
| 10 | Inghilterra (bandiera)      | C     | Will Hatfield  |
| 11 | Inghilterra (bandiera)      | C     | Kal Naismith   |
| 12 | Inghilterra (bandiera)      | P     | Luke Simpson   |
| 14 | Inghilterra (bandiera)      | D     | Marcus Carver  |
| 15 | Inghilterra (bandiera)      | C     | Piero Mingoia  |

| N. |                        | Ruolo | Calciatore      |
| -- | ---------------------- | ----- | --------------- |
| 16 | Inghilterra (bandiera) | D     | Nicky Hunt      |
| 17 | Inghilterra (bandiera) | A     | James Jenkins   |
| 18 | Inghilterra (bandiera) | A     | Marcus Carver   |
| 20 | Inghilterra (bandiera) | D     | Liam Goulding   |
| 21 | Inghilterra (bandiera) | C     | Lee Molyneux    |
| 22 | Inghilterra (bandiera) | P     | Andrew Dawber   |
| 23 | Inghilterra (bandiera) | C     | Anthony Barry   |
| 24 | Inghilterra (bandiera) | C     | Andy Procter    |
| 25 | Inghilterra (bandiera) | D     | Robert Atkinson |
| 27 | Inghilterra (bandiera) | C     | Max Hazeldine   |
| 28 | Inghilterra (bandiera) | D     | Jordan Mustoe   |
| 30 | Finlandia (bandiera)   | P     | Jesse Joronen   |
| 44 | Inghilterra (bandiera) | A     | George Bowerman |

## Rosa 2013-2014
Rosa aggiornata al 31 agosto 2013.
| N. |                             | Ruolo | Calciatore           |
| -- | --------------------------- | ----- | -------------------- |
| 1  | Inghilterra (bandiera)      | P     | Ian Dunbavin         |
| 2  | Inghilterra (bandiera)      | D     | Peter Murphy         |
| 3  | Irlanda (bandiera)          | D     | Michael Liddle       |
| 4  | Inghilterra (bandiera)      | C     | Luke Joyce           |
| 5  | Scozia (bandiera)           | D     | Tom Aldred           |
| 6  | Inghilterra (bandiera)      | D     | Dean Winnard         |
| 7  | Irlanda del Nord (bandiera) | A     | Shay McCartan        |
| 8  | Inghilterra (bandiera)      | C     | Michael Richardson   |
| 9  | Inghilterra (bandiera)      | A     | Danny Webber         |
| 10 | Inghilterra (bandiera)      | C     | Will Hatfield        |
| 11 | Inghilterra (bandiera)      | C     | Kal Naismith         |
| 12 | Inghilterra (bandiera)      | C     | George Thomas Miller |
| 14 | Inghilterra (bandiera)      | D     | Luke Clark           |

| N. |                             | Ruolo | Calciatore        |
| -- | --------------------------- | ----- | ----------------- |
| 15 | Inghilterra (bandiera)      | C     | Piero Mingoia     |
| 16 | Inghilterra (bandiera)      | D     | Nicky Hunt        |
| 17 | Irlanda del Nord (bandiera) | C     | James Gray        |
| 18 | Inghilterra (bandiera)      | A     | Marcus Carver     |
| 19 | Inghilterra (bandiera)      | D     | Laurence Wilson   |
| 20 | Inghilterra (bandiera)      | C     | Josh Windass      |
| 22 | Inghilterra (bandiera)      | P     | Andrew Dawber     |
| 24 | Nigeria (bandiera)          | D     | Kayode Odejayi    |
| 25 | Inghilterra (bandiera)      | D     | Robert Atkinson   |
| 26 | Inghilterra (bandiera)      | P     | Marcus Bettinelli |
| 27 | Inghilterra (bandiera)      | D     | Lee Naylor        |
| 30 | Inghilterra (bandiera)      | P     | Ben Wilson        |
| 44 | Inghilterra (bandiera)      | A     | George Bowerman   |

## Palmarès

### Competizioni nazionali
- Campionato inglese di quarta divisione: 1

2017-2018
- National League: 1

2005-2006
- Northern Premier League: 1

2002-2003
- Northern Premier League Division One: 1

1999-2000
- Northern Premier League Challenge Cup: 1

2001-2002

### Competizioni regionali
- Lancashire Combination: 2

1973-1974, 1977-1978

### Altri piazzamenti
- Lancashire Combination:

Secondo posto: 1971-1972, 1975-1976
- National League Cup:

Semifinalista: 2004-2005